# Catadau (kommunhuvudort)
Catadau är en kommunhuvudort i Spanien.   Den ligger i provinsen Província de València och regionen Valencia, i den östra delen av landet, 300 km öster om huvudstaden Madrid. Catadau ligger 84 meter över havet och antalet invånare är 2 487.
Terrängen runt Catadau är platt österut, men västerut är den kuperad.Runt Catadau är det tätbefolkat, med 266 invånare per kvadratkilometer. Närmaste större samhälle är Carlet, 5,9 km sydost om Catadau. Trakten runt Catadau består till största delen av jordbruksmark.